# Lorimar Productions
Lorimar Productions (plus tard surnommée Lorimar-Telepictures puis Lorimar Television), fondée par Irwin Molasky, Merv Adelson et Lee Rich en 1968 et dissoute en 1993, est une société de production de télévision et de cinéma américaine.

## Historique
Le premier succès de Lorimar est La Famille des collines (1972). Tout au long des années 1970, Lorimar produit d'autres feuilletons télévisés dont le plus populaire est, de loin, Dallas. En 1980, Lorimar rachète Allied Artists Pictures Corporation, alors en faillite.
Dans les années 1980, Lorimar se diversifie dans les sitcoms familiales, dont Larry et Balki et La Fête à la maison.
En 1986, Lorimar fusionne avec la société de production pour chaînes en syndication Telepictures, et est renommée en Lorimar-Telepictures, laquelle continue de distribuer Dallas et le soap opera Côte Ouest. La même année, Lorimar rachète à Ted Turner les studios MGM de Culver City.
En 1988, elle est renommée en Lorimar Television. Lorimar est rachetée par Warner Communications en 1989 qui se prépare à fusionner avec Time Inc. pour former Time Warner. Les anciens studios MGM de Culver City sont revendus à Sony Pictures Entertainment, qui y loge ses filiales Columbia Pictures et TriStar. Lorimar poursuit ses activités de production jusqu'en 1993, date à laquelle elle est absorbée par Warner Bros. Television.